# Tony Award de la meilleure pièce
Le Tony Award de la meilleure pièce (Tony Award for Best Play ; anciennement l’Antoinette Perry Award for Excellence in Theatre) est un prix récompensant les meilleures pièces du théâtre américain (initialement incluant les comédies musicales, qui ont depuis 1949 leur propre catégorie) jouées à Broadway, New York. Comme les autres Tony Awards, il est remis lors d'une cérémonie ayant lieu mi-juin, chaque année. 
Il n'y a pas eu de Tony pour la meilleure pièce la première année. All My Sons a été classée par erreur dans la catégorie « Meilleure pièce de 1947 », mais elle a gagné le prix du « Meilleur auteur » (aujourd'hui disparu) pour Arthur Miller. L'année suivante Mister Roberts a reçu le premier Tony Award de la meilleure pièce.

## Palmarès

### Années 1940
- 1948 : Mister Roberts de Joshua Logan
- 1949 : Mort d'un commis voyageur (Death of a Salesman) d'Arthur Miller

### Années 1950
- 1950 : The Cocktail Party de T. S. Eliot
- 1951 : La Rose tatouée (The Rose Tattoo) de Tennessee Williams
- 1952 : The Fourposter de Jan de Hartog
- 1953 : Les Sorcières de Salem (The Crucible) de Arthur Miller
- 1954 : La Petite Maison de thé (The Teahouse of the August Moon) de John Patrick
- 1955 : La Maison des otages (The Desperate Hours) de Joseph Hayes

- 1956 : Le Journal d'Anne Frank de Frances Goodrich et Albert Hackett
  - Bus Stop de William Inge
  - La Chatte sur un toit brûlant de Tennessee Williams
  - La guerre de Troie n'aura pas lieu de Jean Giraudoux
  - Mystère sur la falaise d'Enid Bagnold

- 1957 : Le Long Voyage vers la nuit  d'Eugene O'Neill
  - Tables séparées de Terence Rattigan
  - The Potting Shed de Graham Greene
  - La Valse des toréadors de Jean Anouilh

- 1958 : Sunrise at Campobello de Dore Schary
  - The Rope Dancers de Morton Wishengrad
  - Two for the Seesaw de William Gibson
  - Léocadia de Jean Anouilh
  - The Dark at the Top of the Stairs de William Inge
  - La Paix du dimanche de John Osborne
  - Look Homeward, Angel de Ketti Frings (en)
  - Romanoff and Juliet de Peter Ustinov

- 1959 : J.B. de Archibald MacLeish
  - La Marque du poète d'Eugene O'Neill
  - Epitaph for George Dillon de John Osborne
  - Le Désenchanté de Harvey Breit et Budd Schulberg
  - La Visite de la vieille dame de Friedrich Dürrenmatt

### Années 1960
- 1960 : Miracle en Alabama de William Gibson
  - A Raisin in the Sun
  - The Best Man
  - The Tenth Man
  - Toys in the Attic

- 1961 : Becket ou l'Honneur de Dieu de Jean Anouilh
  - All the Way Home
  - The Devil's Advocate
  - The Hostage

- 1962 : Un homme pour l'éternité de Robert Bolt
  - Gideon
  - The Caretaker
  - La Nuit de l'iguane

- 1963 : Qui a peur de Virginia Woolf ? de Edward Albee
  - Des clowns par milliers
  - Mère Courage et ses enfants
  - Tchin-Tchin

- 1964 : Luther de John Osborne
  - The Ballad of the Sad Café
  - Pieds nus dans le parc
  - Dylan

- 1965 : The Subject Was Roses de Frank D. Gilroy
  - Luv
  - Drôle de couple (The Odd Couple)
  - Tiny Alice

- 1966 : La Persécution et l'Assassinat de Jean-Paul Marat représentés par le groupe théâtral de l'hospice de Charenton sous la direction de Monsieur de Sade  (ou plus couramment Marat-Sade) de Peter Weiss
  - Inadmissible Evidence
  - Philadelphia, Here I Come !
  - The Right Honourable Gentleman

- 1967 : Le Retour de Harold Pinter
  - A Delicate Balance
  - Humour noir
  - Faut-il tuer Sister George ?

- 1968 : Rosencrantz and Guildenstern Are Dead de Tom Stoppard
  - A Day in the Death of Joe Egg
  - Plaza Suite
  - The Price

- 1969 : The Great White Hope de Howard Sackler
  - Hadrian the Seventh
  - Lovers
  - The Man in the Glass Booth

### Années 1970
- 1970 : Borstal Boy de Frank McMahon
  - Jeu d'enfant
  - Indians
  - Last of the Red Hot Lovers (en)

- 1971 : Le Limier d'Anthony Shaffer
  - Home
  - The Philanthropist
  - Paul Sills' Story Theatre

- 1972 : Sticks and Bones de David Rabe (en)
  - C'était hier
  - The Prisoner of Second Avenue
  - Vivat ! Vivat Regina !

- 1973 : That Championship Season de Jason Miller
  - Butley
  - The Changing Room
  - The Sunshine Boys

- 1974 : The River Niger de Joseph A. Walker
  - In the Boom Boom Room
  - The Au Pair Man
  - Ulysses in Nighttown

- 1975 : Equus de Peter Shaffer
  - Même heure, l'année prochaine
  - Seascape
  - Short Eyes (en)
  - Sizwe Banzi Is Dead / The Island
  - The National Health

- 1976 : Travesties de Tom Stoppard
  - The First Breeze of Summer
  - Knock Knock
  - Lamppost Reunion

- 1977 : The Shadow Box de Michael Cristofer
  - For Colored Girls Who Have Considered Suicide When the Rainbow Is Enuf
  - Otherwise Engaged
  - Streamers

- 1978 : Da de Hugh Leonard
  - Chapter Two
  - Deathtrap
  - The Gin Game

- 1979 : Elephant Man (pièce) de Bernard Pomerance
  - Bedroom Farce
  - C'est ma vie, après tout !
  - Wings

### Années 1980
- 1980 : Children of a Lesser God de Mark Medoff
  - Bent
  - Home
  - Talley's Folly

- 1981 : Amadeus de Peter Shaffer
  - A Lesson from Aloes
  - A Life
  - Fifth of July

- 1982 : The Life and Adventures of Nicholas Nickleby de David Edgar
  - Crimes of the Heart
  - The Dresser
  - Master Harold... and the Boys

- 1983 : Torch Song Trilogy de Harvey Fierstein
  - Angels Fall
  - Goodnight Mother (en)
  - Plenty

- 1984 : The Real Thing de Tom Stoppard
  - Glengarry Glen Ross
  - Noises Off
  - Play Memory

- 1985 : Biloxi Blues de Neil Simon
  - As Is
  - Hurlyburly
  - Ma Rainey's Black Bottom

- 1986 : Je ne suis pas Rappaport de Herb Gardner
  - Benefactors
  - Blood Knot
  - The House of Blue Leaves

- 1987 : Fences de August Wilson
  - Broadway Bound
  - Coastal Disturbances
  - Les Liaisons Dangereuses

- 1988 : M. Butterfly de David Henry Hwang (en)
  - A Walk in the Woods
  - Joe Turner's Come and Gone
  - Speed-the-Plow

- 1989 : The Heidi Chronicles de Wendy Wasserstein
  - Largely New York
  - Lend Me a Tenor
  - Shirley Valentine

### Années 1990
- 1990 : The Grapes of Wrath de Frank Galati
  - Lettice and Lovage
  - Prelude to a Kiss
  - The Piano Lesson

- 1991 : Lost in Yonkers de Neil Simon
  - Our Country's Good
  - Shadowlands de William Nicholson
  - Six Degrees of Separation

- 1992 : Dancing at Lughnasa de Brian Friel
  - Four Baboons Adoring the Sun
  - Two Shakespearean Actors
  - Two Trains Running

- 1993 : Angels in America : Millennium Approaches de Tony Kushner
  - The Sisters Rosensweig
  - Someone Who'll Watch Over Me
  - The Song of Jacob Zulu

- 1994 : Angels in America : Perestroika de Tony Kushner
  - Broken Glass
  - The Kentucky Cycle
  - Twilight : Los Angeles, 1992

- 1995 : Love! Valour! Compassion! de Terrence McNally
  - Arcadia
  - Having Our Say
  - Indiscretions

- 1996 : Master Class de Terrence McNally
  - Buried Child
  - Racing Demon
  - Seven Guitars

- 1997 : The Last Night of Ballyhoo de Alfred Uhry
  - Skylight
  - Stanley
  - The Young Man From Atlanta

- 1998 : « Art » de Yasmina Reza
  - Freak
  - Golden Child
  - The Beauty Queen of Leenane

- 1999 : Side Man de Warren Leight
  - Closer
  - The Lonesome West
  - Not about Nightingales

### Années 2000
- 2000 : Copenhagen de Michael Frayn
  - Dirty Blonde
  - The Ride Down Mt. Morgan
  - True West

- 2001 : Proof de David Auburn
  - The Invention of Love
  - King Hedley II
  - The Tale of the Allergist's Wife

- 2002 : La Chèvre, ou Qui est Sylvia ? de Edward Albee
  - Fortune's Fool
  - Metamorphoses
  - Topdog/Underdog

- 2003 : Take Me Out de Richard Greenberg
  - Enchanted April
  - Say Goodnight, Gracie
  - Vincent in Brixton

- 2004 : I Am My Own Wife de Doug Wright
  - Anna in the Tropics
  - Frozen
  - The Retreat from Moscow

- 2005 : Doubt de John Patrick Shanley
  - Democracy
  - Gem of the Ocean
  - The Pillowman

- 2006 : The History Boys de Alan Bennett
  - The Lieutenant of Inishmore
  - Rabbit Hole (en)
  - Shining City

- 2007 : The Coast of Utopia de Tom Stoppard
  - Frost/Nixon
  - The Little Dog Laughed
  - Radio Golf

- 2008 : August: Osage County de Tracy Letts
  - Rock 'n' Roll
  - The Seafarer
  - The 39 Steps

- 2009 : Le Dieu du carnage de Yasmina Reza
  - 33 Variations
  - Dividing the Estate
  - Reasons to be pretty

### Années 2010
- 2010 : Red de John Logan
  - In the Next Room (or The Vibrator Play)
  - Next Fall
  - Time Stands Still

- 2011 : War Horse de Nick Stafford (en)
  - Good People
  - Jerusalem
  - The Motherfucker with the Hat

- 2012 : Clybourne Park de Bruce Norris
  - Other Desert Cities
  - Peter and the Starcatcher
  - Venus in Fur

- 2013 : Vania et Sonia et Macha et Spike de Christopher Durang
  - The Assembled Parties
  - Lucky Guy
  - The Testament of Mary

- 2014 : All the Way de Robert Schenkkan (en)
  - Act One
  - Casa Valentina 
  - Mothers and Sons
  - Outside Mullingar

- 2015 : The Curious Incident of the Dog in the Night-Time de Simon Stephens
  - Disgraced
  - Hand to God 
  - Wolf Hall, Parts One & Two

- 2016 : The Humans de Stephen Karam
  - Eclipsed
  - Le Père
  - King Charles III

- 2017 : Oslo de J. T. Rogers
  - A Doll's House, Part 2
  - Indecent
  - Sweat

- 2018 : Harry Potter and the Cursed Child de Jack Thorne
  - The Children
  - Farinelli and the King
  - Junk: The Golden Age of Debt
  - Latin History for Morons

- 2019 : The Ferryman de Jez Butterworth
  - Choir Boy
  - Gary: A Sequel to Titus Andronicus
  - Ink
  - What the Constitution Means to Me

### Années 2020
- 2021 : The Inheritance de Matthew López
  - Grand Horizons de Bess Wohl
  - Sea Wall/A Life de Simon Stephens et Nick Payne
  - Slave Play de Jeremy O. Harris
  - The Sound Inside d'Adam Rapp

- 2022 : The Lehman Trilogy de Stefano Massini et Ben Power
  - Clyde's de Lynn Nottage
  - Hangmen de Martin McDonagh
  - Skeleton Crew de Dominique Morisseau
  - The Minutes de Tracy Letts

- 2023 : Leopoldstadt de Tom Stoppard
  - Ain't No Mo' de Jordan E. Cooper
  - Between Riverside and Crazy de Stephen Adly Guirgis
  - Cost of Living de Martyna Majok
  - Fat Ham de James Ijames

- 2024 : Stereophonic de David Adjmi
  - Jaja's African Hair Braiding de Jocelyn Bioh
  - Mary Jane d'Amy Herzog
  - Mother Play de Paula Vogel
  - Prayer for the French Republic de Joshua Harmon

- 2025 : Purpose de Branden Jacobs-Jenkins
  - English de Sanaz Toossi
  - The Hills of California de Jez Butterworth
  - John Proctor Is the Villain de Kimberly Belflower
  - Oh, Mary! de Cole Escola